# Melissoptila sexcincta
Melissoptila sexcincta är en biart som beskrevs av Urban 1998. Melissoptila sexcincta ingår i släktet Melissoptila och familjen långtungebin. Inga underarter finns listade i Catalogue of Life.